# Magnicourt

Magnicourt este o comună în departamentul Aube din nord-estul Franței. În 1 ianuarie 2022 avea o populație de 85 de locuitori.